# Jeanne Balibar
Jeanne Balibar (Párizs, 1968. április 13. –) César-díjas francia színésznő. Karrierje során többször jelölték díjra, ismertebb filmjei a Holnap egy új nap (2000), a Langeais hercegnő (2007), a Sagan (2008), a Barbara (2017) és az Elveszett illúziók. 2022-ben állandó szereplője volt az Irma Vep című televíziós sorozatnak.

## Élete és pályafutása
Balibar 1968-ban született Párizsban. Szülei a filozófus Étienne Balibar és a fizikus Françoise Balibar. Balibar a Nemzeti Színművészeti Konzervatóriumban tanult, három hónappal később felvették a Comédie-Française Színház társulatába. Első filmes szerepét 1992-ben kapta meg Arnaud Desplechin filmjében, a La sentinelle-ben. 1996-ban ismét együtt dolgozott Desplechinnal a Comment je me suis disputé... (ma vie sexuelle) című filmben. A produkciót Arany Pálmára, Balibart pedig César-díjra jelölték. A következő évben ismételten Césarra jelölték a J'ai horreur de l'amour című vígjátékban. 2000-ben a Holnap egy új napban játszott Nathalie Baye-jel és Isabelle Carréval. 2001-ben Jacques Rivette rendezte a Ki tudja? című romantikus filmet, aminek a főszerepét játszotta. 2007-ben Guillaume Depardieu oldalán jelent meg a Langeais hercegnő című zenés romantikus vígjátékban, amelyet Honoré de Balzac regénye alapján készítettek. 
2008-ban a cannes-i fesztivál zsűritagja volt. 2009-ben Balibart ismét César-díjra jelölték a Sagan című életrajzi filmért, amelyben Françoise Sagant, a francia írónőt alakította. A színésznő 2018-ban elnyerte végül a legjobb színésznőnek járó César-díjat a Barbara című filmdrámáért, amelyben szintén egy színésznőt alakít, aki megkapja a híres francia sanzonénekesnő, Barbara szerepét. Ugyanebben az évben mutatták be Paweł Pawlikowski Hidegháború című filmjét, amelyben Balibar mellékszerepet kapott. 2021-ben újra egy Balzac-adaptációban mutatkozott meg, az Elveszett illúziókban, amelyben d'Espard márkinőt formálta meg. 2022-ben az HBO egy televíziós sorozatában, az Irma Vepben vett részt Alicia Vikander mellett.

## Filmográfia

### Film
| Év   | Magyar cím               | Eredeti cím                                      | Szerep                 | Magyar hang      |
| ---- | ------------------------ | ------------------------------------------------ | ---------------------- | ---------------- |
| 1992 |                          | La sentinelle                                    | ?                      |                  |
| 1994 |                          | La folie douce                                   | Madeleine              |                  |
| 1994 |                          | Un dimanche à Paris                              | Nina                   |                  |
| 1995 |                          | La croisade d'Anne Buridan                       | ?                      |                  |
| 1996 |                          | Comment je me suis disputé... (ma vie sexuelle)  | Valérie                |                  |
| 1997 |                          | J'ai horreur de l'amour                          | Annie                  |                  |
| 1997 |                          | Mange ta soupe                                   | a lány                 |                  |
| 1998 | Isten látja lelkem       | Dieu seul me voit                                | Anna                   | Murányi Tünde    |
| 1998 |                          | Fin août, début septembre                        | Jenny                  |                  |
| 1999 |                          | Trois points sur la rivière                      | Claire                 |                  |
| 2000 |                          | Sade                                             | Madame Santero         | ?                |
| 2000 | Az ártatlanság komédiája | Comédie de l'innocence                           | Isabella               | Kéri Kitty       |
| 2000 | Holnap egy új nap        | Ça ira mieux demain                              | Elisabeth              | Kerekes Andrea   |
| 2001 | Ki tudja?                | Va savoir                                        | Camille B.             | Udvaros Dorottya |
| 2001 |                          | Avec tout mon amour                              | Eugénia                |                  |
| 2001 |                          | Le stade de Wimbledon                            | fiatal nő              |                  |
| 2002 |                          | Une affaire privée                               | Sylvie                 |                  |
| 2002 |                          | 17 fois Cécile Cassard                           | Edith                  |                  |
| 2003 |                          | Saltimbank                                       | Vanessa Bartholomioux  |                  |
| 2003 |                          | Toutes ces belles promesses                      | Marianne               |                  |
| 2003 |                          | Code 46                                          | Sylvie                 |                  |
| 2004 | Tiszta                   | Clean                                            | Irene Paolini          | Orosz Anna       |
| 2006 |                          | Call Me Agostino                                 | Marianne Beaudessin    |                  |
| 2007 | Langeais hercegnő        | Ne touchez pas la hache                          | Antoinette de Langeais | Németh Borbála   |
| 2007 |                          | J'aurais voulu être un danseur                   | Claudia                |                  |
| 2008 |                          | Sagan                                            | Peggy Roche            |                  |
| 2008 |                          | L'idiot                                          | Nastassia Philippovna  |                  |
| 2008 |                          | La fille de Monaco                               | Hélène                 |                  |
| 2008 |                          | La plaisir de chanter                            | Constance              |                  |
| 2009 |                          | Le bal des actrices                              | Jeanne Balibar         |                  |
| 2009 |                          | Panique au village                               | Madame Longrée         |                  |
| 2009 |                          | La femme invisible (d'après une histoire vraie)  | Fantomette             |                  |
| 2010 |                          | Im Alter von Ellen                               | Ellen                  |                  |
| 2012 |                          | Par exemple, Electre                             | Jeanne                 |                  |
| 2013 |                          | Delight                                          | Echo                   |                  |
| 2014 |                          | Grace of Monaco                                  | Baciochi grófné        |                  |
| 2014 |                          | Les nuits d'été                                  | Hélène                 |                  |
| 2014 |                          | Le dos rouge                                     | Célia Bhy              |                  |
| 2015 |                          | Rouge                                            | Célia Bhy              |                  |
| 2016 |                          | Deadweight                                       | Francoise Kettler      |                  |
| 2016 |                          | À jamais                                         | Isabelle               |                  |
| 2017 |                          | Barbara                                          | Brigitte / Barbara     |                  |
| 2018 | Hidegháború              | Zimma wojna                                      | Juliette               |                  |
| 2019 |                          | Bajazet - Considering the Theatre and the Plague | ?                      |                  |
| 2019 |                          | Les Misérables                                   | felügyelő              |                  |
| 2019 |                          | Merveilles à Montfermeil                         | Joelle Mrabti          |                  |
| 2021 |                          | Memoria                                          | Agnes Cerkinsky        |                  |
| 2021 |                          | Illusions perdues                                | d'Espard márkinő       |                  |
| 2021 |                          | Alors on danse.                                  | Aline                  |                  |
| 2022 |                          | Trois Histoires de Cowboy et Indien              | Madame Longrée hangja  |                  |
| 2022 |                          | X14                                              | ?                      |                  |
| 2022 |                          | Le processus de paix                             | Nadia                  |                  |
| 2023 |                          | Les dossiers Silvercloud                         | Charlie                |                  |
| 2023 |                          | Laissez-moi                                      | Claudine               |                  |
| 2023 |                          | Les Indésirables                                 | Agnès Millas           |                  |
| 2024 |                          | Le Molière imaginaire                            | Madeleine              |                  |
| 2024 |                          | Boléro                                           | Ida Rubinstein         |                  |
| 2024 |                          | Ma famille chérie                                | ?                      |                  |
| 2024 |                          | Le système Victoria                              | Victoria Winter        |                  |
| 2025 |                          | Ma mère, Dieu et Sylvie Vartan                   | Madame Fleury          |                  |

### Televízió
| Év   | Magyar cím | Eredeti cím          | Szerep                | Megjegyzések |
| ---- | ---------- | -------------------- | --------------------- | ------------ |
| 1993 |            | Julie Lescaut        | Marika                | 1 epizód     |
| 1995 |            | Cycle Simenon        | Charlotte             | 1 epizód     |
| 2005 |            | Les rois maudits     | Béatrice d'Hirson     | 2 epizód     |
| 2009 |            | Mourir d'aimer       | Lucas édesanyja       | tévéfilm     |
| 2012 |            | Clara s'en va mourir | Clara                 | tévéfilm     |
| 2013 |            | The Tunnel           | Charlotte Joubert     | 4 epizód     |
| 2015 |            | La tueuse caméléon   | Judith                | tévéfilm     |
| 2019 |            | Capitaine Marleau    | Eca Detrais           | 1 epizód     |
| 2021 |            | La Corde             | Sophie Rauk           | 3 epizód     |
| 2022 | Irma Vep   | Irma Vep             | Zoe                   | 7 epizód     |
| 2022 |            | Diane de Poitiers    | Marguerite de Navarre | 2 epizód     |
| 2024 |            | Franklin             | Madame Helvetius      | 6 epizód     |
| 2024 |            | Iris                 | Catherine Sharpe      | 5 epizód     |

## Fontosabb díjak és jelölések
| Cím                                             | Esemény                        | Díj                                             | Eredmény |
| ----------------------------------------------- | ------------------------------ | ----------------------------------------------- | -------- |
| Comment je me suis disputé... (ma vie sexuelle) | 1997-es César-gála             | César-díj a legígéretesebb fiatal színésznőnek  | Jelölve  |
| J'ai horreur de l'amour                         | 1998-as César-gála             | César-díj a legígéretesebb fiatal színésznőnek  | Jelölve  |
| Holnap egy új nap                               | 2001-es César-gála             | César-díj a legjobb mellékszereplő színésznőnek | Jelölve  |
| Sagan                                           | 2009-es César-gála             | César-díj a legjobb mellékszereplő színésznőnek | Jelölve  |
| Barbara                                         | 2018-as César-gála             | César-díj a legjobb színésznőnek                | Elnyerte |
| Merveilles à Montfermeil                        | 2019-es Locarnói Filmfesztivál | Arany Leopárd                                   | Jelölve  |
| Elveszett illúziók                              | 2022-es César-gála             | César-díj a legjobb mellékszereplő színésznőnek | Jelölve  |